# Głębokie (Święty Wojciech)
Głębokie (niem. Glembuch) – kolonia wsi Święty Wojciech w Polsce, położona w województwie lubuskim, w powiecie międzyrzeckim, w gminie Międzyrzecz, nad jeziorem Głębokie, przy dawnej drodze krajowej nr 3 (E65) i linii kolejowej nr 367 relacji Zbąszynek – Gorzów Wielkopolski (stacja Głębokie Międzyrzeckie), obsługiwanej przez autobus szynowy Polregio. Wchodzi w skład sołectwa Święty Wojciech.
W latach 1975–1998 kolonia administracyjnie należała do województwa gorzowskiego.
Tuż obok kolonii – na wschodnim brzegu jeziora – znajdują się cztery ośrodki wypoczynkowe.